# 迪马股份
重慶市迪馬實業股份有限公司（上交所：600565）簡稱迪馬股份，是中華人民共和國重慶市的一家特种车和專業車製造公司。

## 历史
前身是1997年成立的中奇特種汽車製造有限公司，當時公司主營業務為運鈔車。1998年底更名為重慶市迪馬實業股份有限公司，業務向市政環衛車、系統集成車等領域擴張。2002年7月23日在上海證券交易所上市。

## 外部連結
- 官方网站